# コンスタンチン・トーン
コンスタンチン・アンドレーエヴィッチ・トーン（またはトン、ロシア語: Константин Андреевич Тон、英語: Konstantin Andreyevich ThonまたはTon、1794年10月26日（グレゴリオ暦11月6日） - 1881年1月25日（グレゴリオ暦2月6日））は、ロシアの建築家。ニコライ1世の時代に活躍し、主な作品としては、モスクワの救世主ハリストス大聖堂や、クレムリンのクレムリン大宮殿や兵器庫などがある。その建築の特徴は折衷主義であり、建築にロシアの民族性を導入したと評価される。

## 生い立ちおよび初期の経歴
1794年10月26日コンスタンチン・トーンは、サンクトペテルブルクでドイツ人宝石商の家庭に生まれた。トーン三兄弟は後に全員、著名な建築家になった。
1803年から1815年にかけて、ロシア帝国芸術アカデミー Imperial Academy of Artsに学ぶ。アカデミーでは、ロシア古典主義建築（特にアンピール様式）の巨匠でカザン聖堂（カザン大聖堂、カザン教会）などの建築を手がけたことで知られる、アンドレイ・ヴォロニーヒン Andrey Voronikhin教授の下で建築学を学ぶ。
1819年から1828年まで、ローマに留学しイタリア美術を広く学ぶ。帰国後は、1830年に芸術アカデミー会員となり、1833年には芸術アカデミー教授に就任した。1854年芸術アカデミー建築部門の責任者となる。

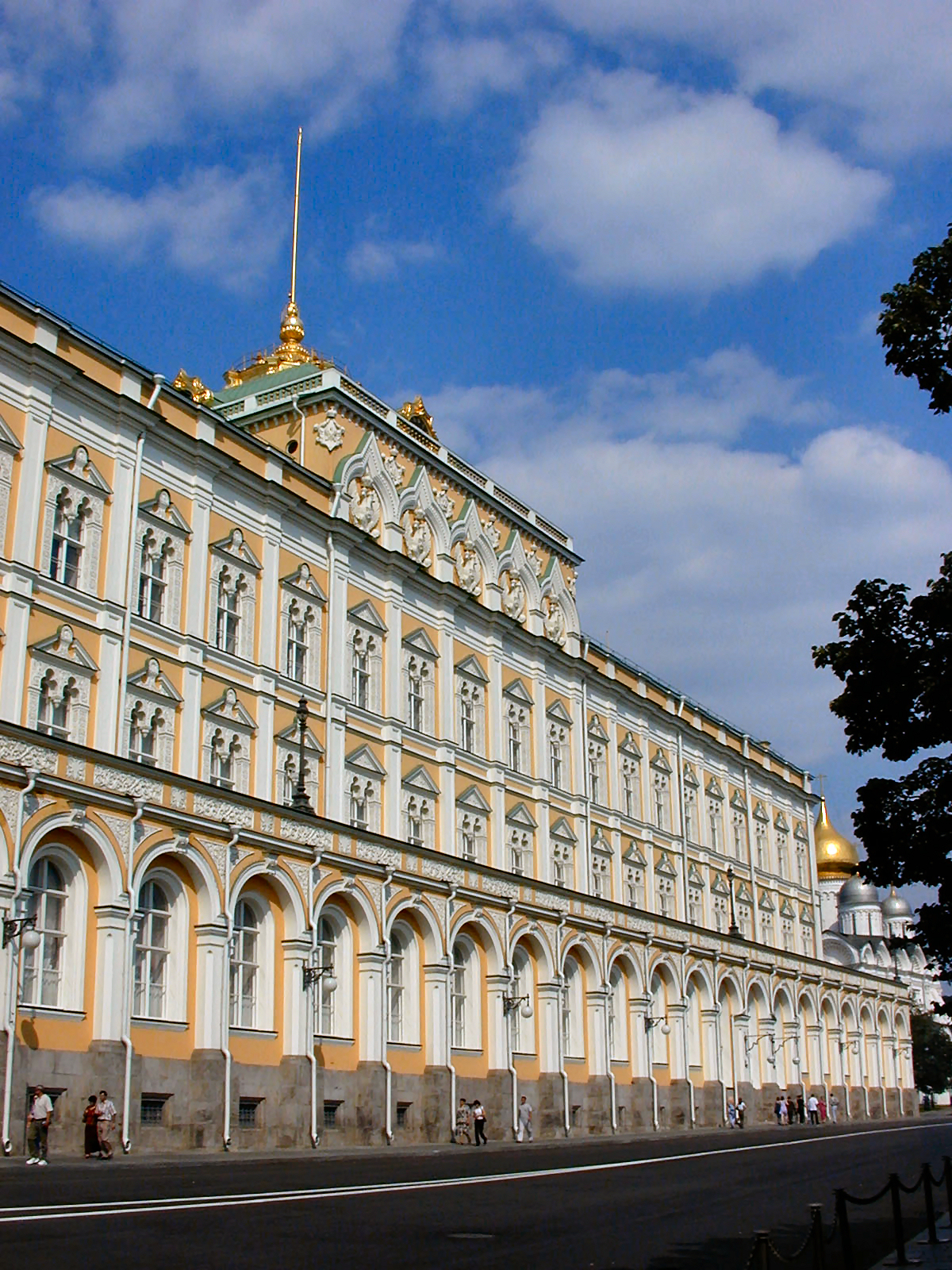
代表作のひとつ、クレムリン大宮殿

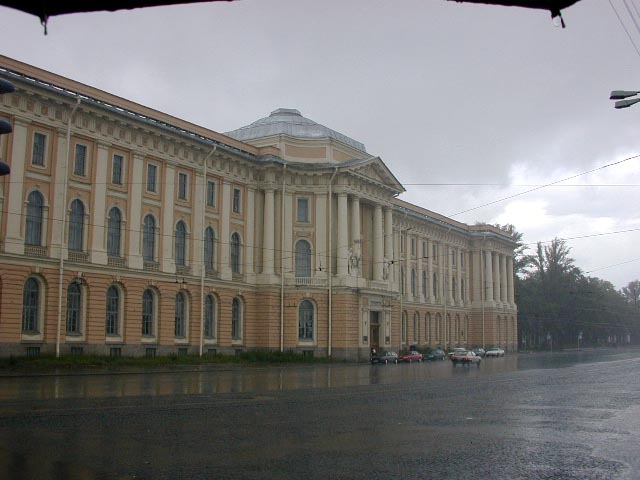
芸術アカデミー（現、ロシア国立レーピン名称絵画彫刻建築大学および芸術アカデミー学術美術館）。トーンは学生としてアカデミーで学び、長じて教壇に立ち、さらに建築家として最初の仕事は母校に関係した。

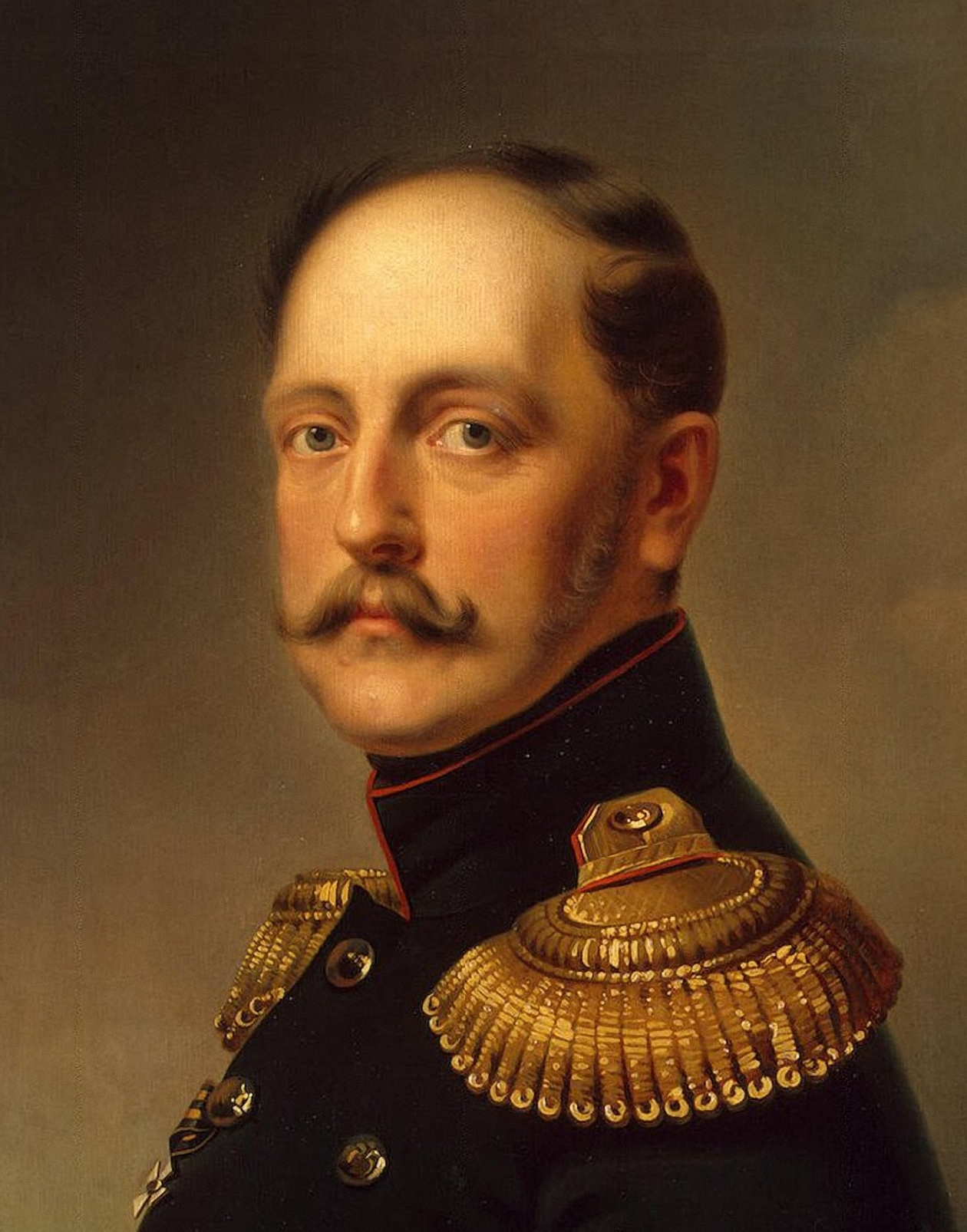
皇帝ニコライ1世。ヨーロッパの憲兵とよばれた彼は、建築の分野でもロシア独自の道を模索していた。

コンスタンチン・トーンの仕事で最初に注目されたのは、ネヴァ川に面している芸術アカデミー本館（現在のレーピン絵画彫刻建築大学および芸術アカデミー学術美術館）におけるインテリアの設計であった。
1827年ロシア皇帝ニコライ1世に対して、オブヴォードニィ運河沿いの聖エカテリーナ教会に関する計画を提出する。この建築は、トーン最初のロシア・リバイバル Russian Revival様式による建築案であった。
皇帝ニコライ1世その人は、ロシアにおける建築が古典主義一辺倒なのに批判的であったとされ、ロシアの芸術文化に関する伝統を重視し、古典主義建築への傾斜をギリシア・ローマに対する一種の媚態であると考えていた。そんな中、皇帝に提出したトーンの教会建築案は、格好のモデルを与えたことになった。

## ビザンチン・リバイバル

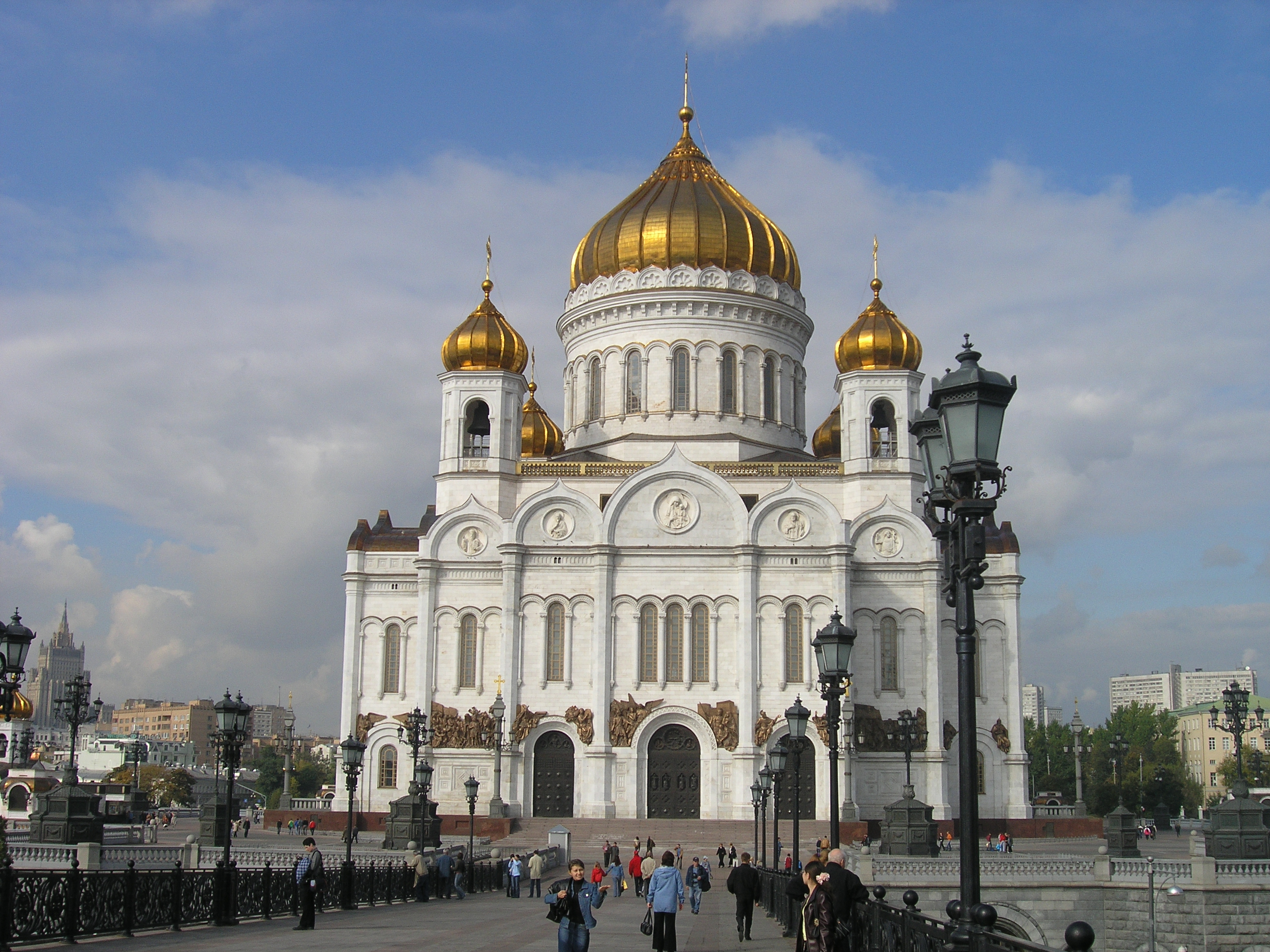
救世主ハリストス大聖堂

1829年皇帝ニコライ1世は、トーンにモスクワ河畔の大寺院設計を要請した。1830年
トーンは野心的ともいえるプランを皇帝に提出した。こうして建設されたのが救世主ハリストス大聖堂である。
トーンは、設計にあたっては聖ソフィア寺院に範を取り、ナポレオン戦争におけるロシア正教の勝利をテーマに設定した。この設計案に対しては、クレムリンのロシア正教寺院との類似性が明確であり、新古典主義建築が主流であった建築界において、そのビザンチン・リバイバル（新ビザンチン主義、Neo-Byzantine architecture）ともいうべき折衷主義が批判の的にもなった。
それでも、ニコライ1世個人はトーンの設計案に賛成し、こうして建設は始まった。救世主ハリストス大聖堂の建設は、1881年のトーンの死後も彼の弟子たちによって続けられ、完成に44年もの歳月を要した。1883年5月26日ニコライ1世の孫にあたるアレクサンドル3世の戴冠式に献堂された。
1836年から1842年にかけて、トーンはサンクトペテルブルクのセミョーノフスキー近衛連隊に贈る広大な内部スペースを持つ重厚な教会の建設を監督した。さらに、スヴャボルク、エレツ、トムスク、ロストフ・ナ・ドヌー、クラスノヤルスクなどの地方都市に新ビザンチン様式の教会建築を設計した。1836年トーンの一連の設計はthe Model Album for Church Designs としてまとめられた。
1838年から1851年まで、トーンは、モスクワのクレムリンで新ビザンチン様式に基づいてクレムリン大宮殿と武器庫の設計・建設監督となった。クレムリン大宮殿は、従来のクレムリンにあった宮殿を包含しつつ、700の部屋と華麗なホールを持つ壮大な宮殿として完成し、ロシア帝国の偉大さを象徴するものとなった。こうしてクレムリンは、帝政ロシア、ソビエト連邦、そして現在のロシア連邦に至るまでロシア政治の中枢として君臨している。

## 晩年と、死後の作品の受難
トーンの最晩年における重要な仕事としては、1849年から1851年にかけて行われたモスクワとペテルブルクの鉄道駅（ニコラエフスキー駅）建設があげられる。駅舎の建設に当たっては、当時最新の技術をいくつか採用している。もっとも建設において鋼鉄の構造物の占める割合の大きさは、ヴェネツィア風のファサードと中世の趣を見せる時計塔によってうまく隠蔽された。双方の建築とも後世、大幅に改修されたが現在でも当時と同様に建っている。
1855年3月2日トーン最大の庇護者ともいうべき、ニコライ1世がクリミア戦争敗戦の中、失意の内に崩御する。トーンも健康を害しがちになり、1881年1月25日トーンはペテルブルクで死去した。トーンの遺した種々の建設計画は、救世主ハリストス大聖堂は別として、他については実行が難しくなっていった。トーンの生前、同時代人、例えばアレクサンドル・ゲルツェンなどの多くの革命派は、トーンの建築を「ツァーリズムの反動的明示」として批判しを加えた。このような見解はロシア革命によってさらに悲劇を生んだ。ソ連共産党とソ連政府は、トーンの作った教会建築を醜悪な整理だんすとレッテルを貼って多くを破壊した。破壊のうち、最大のものが1931年12月5日の救世主ハリストス大聖堂の爆破であった。まさに歴史と宗教、文化に対する暴挙であった。1990年ロシア正教会により、救世主ハリストス大聖堂の再建が決定し、2000年8月に落成、新ビザンチン様式の大伽藍が再びモスクワ河畔に再建された。

## 主な作品
- 救世主ハリストス大聖堂
- クレムリン大宮殿
- モスクワ・クレムリン・武器庫
- レニングラーツキー駅（モスクワ）
- モスコーフスキー駅（サンクトペテルブルク）
- カザン県（グベルニヤ）知事宮殿（現在のカザン・クレムリン、タタールスタン共和国大統領宮殿）
- カザン・クレムリン、ブラゴヴェシェンスキー教会
- 英国大使館